# 钟晨瑶
钟晨瑶（1998年8月25日—），福建三明人，中国女演员，就读于中央戏剧学院戏剧教育专业，曾就读于华东政法大学。在《完蛋！我被美女包围了！》中扮演人气角色郑梓妍而爆红，其社交账号十天涨粉百万。

## 参演作品
- 完蛋！我被美女包围了！
- 《二次呼吸》
- 《热搜》
- 《虫洞追凶》
- 《谢公子的酒》
- 《原神小剧场特别篇b、c》
- 《目光里的一切》
- 《淙淙》
- 《离校日》
- 《回到河岸》
- 《爱唱歌的大学生》

## 外部連結
- 钟晨瑶的新浪微博
- 钟晨瑶的哔哩哔哩账号